# Albert Meyong Zé
Albert Meyong Zé (ur. 19 października 1980 w Jaunde) – piłkarz kameruński grający na pozycji napastnika.

## Kariera klubowa
Albert urodził się w stolicy Kamerunu, Jaunde. Piłkarską karierę także zaczynał w tym mieście, w jednym z najbardziej utytułowanych klubów w mieście, Canon Jaunde. W pierwszej lidze Kamerunu Albert zadebiutował w 1997 roku mając 17 lat. Był jednak głównie rezerwowym ze względu na swój młody wiek, a z zespołem Canonu zajął 8. miejsce w lidze. W sezonie 1998 w barwach stołecznego klubu grał już więcej niż przed rokiem i został wicemistrzem kraju. Po zakończonym sezonie w Kamerunie trafił do Włoch i został piłkarzem klubu Serie B, Ravenny Calcio. Na drugim froncie włoskich rozgrywek zagrał w 7 meczach i zdobył 2 bramki, ale nie pomogło to Ravennie w odniesieniu sukcesu i zajęła ona miejsce w środku tabeli – dziewiąte.
Latem 1999 Meyong zmienił otoczenie i przeniósł się za darmo do Portugalii do klubu Vitória Setúbal. Pierwszą część sezonu stracił jednak na leczeniu kontuzji i w ekstraklasie portugalskiej zadebiutował dopiero na wiosnę, 4 marca 2000 w wygranym 3:0 meczu z Rio Ave FC Swoją pierwszą bramkę natomiast uzyskał już 2 tygodnie później, 19 marca w wygranym 1:0 meczu z Estrelą Amadora. Ogółem w całym sezonie 1999/2000 zagrał w 9 ligowych meczach i zdobył 2 gole, ale nie zdołał pomóc swojej drużynie w utrzymaniu się w lidze i zajmując 16. miejsce została ona zdegradowana do drugiej ligi. W drugiej lidze Vitoria grała tylko przez rok i 10 bramek Meyonga pomogło w powrocie do pierwszej ligi. Sezon 2001/2002 nie był jednak dla Alberta zbyt udany, i pomimo że grał w pierwszej jedenastce, to zdobył tylko 3 gole w lidze, a klub z Setúbal zajął 13. miejsce do końca sezonu walcząc o utrzymanie. W sezonie 2002/2003 Vitoria z Albertem znów przeżyła gorycz degradacji do drugiej ligi. W drugiej lidze Meyong zdobył 20 goli zostając wicekrólem strzelców, a Vitoria ponownie po roku wróciła do najwyższej klasy rozgrywkowej w kraju. W sezonie 2004/2005 Meyong został najlepszym strzelcem zespołu „Os Sadinos” z 11 golami na koncie i przyczynił się do zajęcia 10. miejsca w lidze. Vitoria osiągnęła także największy sukces w historii, jakim było zdobycie Pucharu Portugalii, dzięki wygranemu 2:1 finałowi z Benfiką.
Klub Alberta zaczął jednak przeżywać kłopoty finansowe i powoli pozbywał się wszystkich najlepszych zawodników. Dotknęło to także Meyonga, który na zasadzie wolnego transferu przeniósł się do pobliskiej Lizbony, ale nie do Sportingu czy Benfiki, ale do dużo słabszego CF Os Belenenses. Belenenses w sezonie 2005/2006 zajęli 15. miejsce w lidze, ale ostatecznie uniknęli degradacji, a jej miejsce zajął Gil Vicente, karnie relegowany z SuperLigi. Meyong popisał się za to dobrą skutecznością i dzięki 17 strzelonym golom został królem strzelców ligi Portugalii.
Latem 2006 było już jasne, że Albert zamieni klub na lepszy. Nie przyjął ofert z najlepszych drużyn Portugalii, ale za sumę 4 milionów euro przeprowadził się do hiszpańskiego Levante UD. W Primera División zadebiutował 17 września 2006 w wygranym 1:0 wyjazdowym meczu z Recreativo Huelva. Na pierwszego gola na hiszpańskich boiskach musiał czekać do 9 kolejki. Wtedy 4 listopada zdobył bramkę w wygranym 2:0 meczu z Realem Sociedad. W zespole Levante miał jednak spore problemy z wywalczeniem miejsca w pierwszej jedenastce. Dlatego latem 2007 roku, po rozegraniu jednego meczu w Primera División, w sezonie 2007/08, został wypożyczony do Albacete Balompié, a w styczniu 2008 do Belenenses. Już w pierwszym spotkaniu po powrocie Superligi, zdobył bramkę. Był to mecz przeciwko Naval 1º Maio. Jednak później okazało się, że w drużynie z Lizbony gra niezgodnie z przepisami FIFA, gdyż w jednym sezonie zawodnik nie może występować w trzech klubach. Przez to zespołowi Belenenses zostało odebrane 6 punktów (trzy punkty karne oraz trzy punkty jako walkower).
W sierpniu 2008 roku Meyong podpisał kontrakt z klubem SC Braga. W drużynie zadebiutował 23 sierpnia 2008, w spotkaniu przeciwko FC Paços de Ferreira. 18 września 2008 zaliczył hat-tricka w wygranym 4–0 meczu Pucharu UEFA ze słowacką Artmedią Bratysława. W 2012 roku wrócił do Vitórii Setúbal. W 2013 roku przeszedł do angolskiego Kabuscorp SC. W sezonie 2013 wywalczył z nim mistrzostwo Angoli. W 2016 roku ponownie został zawodnikiem Vitórii Setúbal.
| Sezon   | Klub              | Kraj       | Flaga      | Rozgrywki         | Mecze | Bramki |
| ------- | ----------------- | ---------- | ---------- | ----------------- | ----- | ------ |
| 1997    | Canon Jaunde      | Kamerun    | Kamerun    | Première Division | ?     | ?      |
| 1998    | Canon Jaunde      | Kamerun    | Kamerun    | Première Division | ?     | ?      |
| 1998/99 | Ravenna Calcio    | Włochy     | Włochy     | Serie B           | 7     | 2      |
| 1998/99 | Vitória Setúbal   | Portugalia | Portugalia | SuperLiga         | 9     | 2      |
| 1999/00 | Vitória Setúbal   | Portugalia | Portugalia | Liga de Hondra    | 22    | 10     |
| 2000/01 | Vitória Setúbal   | Portugalia | Portugalia | SuperLiga         | 29    | 3      |
| 2001/02 | Vitória Setúbal   | Portugalia | Portugalia | SuperLiga         | 29    | 3      |
| 2002/03 | Vitória Setúbal   | Portugalia | Portugalia | SuperLiga         | 24    | 7      |
| 2003/04 | Vitória Setúbal   | Portugalia | Portugalia | Liga de Hondra    | 33    | 20     |
| 2004/05 | Vitória Setúbal   | Portugalia | Portugalia | SuperLiga         | 33    | 11     |
| 2005/06 | CF Os Belenenses  | Portugalia | Portugalia | SuperLiga         | 26    | 17     |
| 2006/07 | Levante UD        | Hiszpania  | Hiszpania  | Primera División  | 11    | 1      |
| 2007/08 | Levante UD        | Hiszpania  | Hiszpania  | Primera División  | 1     | 1      |
| 2007/08 | Albacete Balompié | Hiszpania  | Hiszpania  | Segunda División  | 12    | 0      |
| 2007/08 | CF Os Belenenses  | Portugalia | Portugalia | SuperLiga         | 1     | 1      |
| 2008/09 | SC Braga          | Portugalia | Portugalia | SuperLiga         | 19    | 8      |
| 2009/10 | SC Braga          | Portugalia | Portugalia | SuperLiga         | 29    | 12     |
| 2010/11 | SC Braga          | Portugalia | Portugalia | SuperLiga         | 15    | 3      |
| 2011/12 | SC Braga          | Portugalia | Portugalia | SuperLiga         | 3     | 0      |
| 2011/12 | Vitória Setúbal   | Portugalia | Portugalia | SuperLiga         | 9     | 3      |
| 2012/13 | Vitória Setúbal   | Portugalia | Portugalia | SuperLiga         | 16    | 13     |
| 2013    | Kabuscorp SC      | Angola     | Angola     | Girabola          | ?     | 20     |
| 2014    | Kabuscorp SC      | Angola     | Angola     | Girabola          | ?     | 17     |
| 2015    | Kabuscorp SC      | Angola     | Angola     | Girabola          | ?     | 13     |
| 2015/16 | Vitória Setúbal   | Portugalia | Portugalia | SuperLiga         | 7     | 0      |

## Kariera reprezentacyjna
Karierę reprezentacyjną Albert zaczął od występów w młodzieżowej reprezentacji reprezentacji Kamerunu. Z reprezentacją olimpijską wystąpił na Igrzyskach Olimpijskich w Sydney, skąd przywiózł złoty medal. W pierwszej reprezentacji Kamerunu Meyong Zé zadebiutował 28 kwietnia 2004 roku w przegranym 0:3 towarzyskim meczu z reprezentacją Bułgarii. W 2006 roku został powołany do kadry na Puchar Narodów Afryki 2006 odbywający się w Egipcie. Tam wystąpił w grupowym meczu z Togo zdobywając wtedy swojego pierwszego gola w kadrze (25 stycznia 2006). Potem występował już w kolejnych meczach "Nieposkromionych Lwów" – w wygranym 2:0 z Demokratyczną Republiką Konga oraz w ćwierćfinałowym z Wybrzeżem Kości Słoniowej. W tym ostatnim w dogrywce, w 94. minucie meczu uzyskał gola na 1:1, a potem w serii rzutów karnych pewnie wykorzystał swoją jedenastkę, ale Kameruńczycy ostatecznie przegrali je 12:13, a karnego nie wykorzystał sam Samuel Eto’o.

## Sukcesy
- Wicemistrzostwo Kamerunu: 1998 z Canonem
- Puchar Portugalii: 2005 z Vitorią
- Król strzelców SuperLigi: 2006
- Występ w Pucharze Narodów Afryki: 2006
- Złoty medal IO: 2000